# Episk teater
Episk teater är ett begrepp hos dramatikern och teaterteoretikern Bertolt Brecht, där man strävar efter att skapa distans mellan åskådaren och rollen genom att skapa en distans mellan skådespelarna och rollen. Brecht gjorde den episka teatern efter inspiration av Aristoteles – snarast som en protest mot dennes enhetsteater. Han ville väcka aktivitet hos publiken, och ville att de skulle tvingas ta ställning i avgörande frågor. Han ville med sin teater förmedla kunskap, inte bara händelser. Människan skulle vara föremål för hans undersökningar. Hans mål med den episka teatern var att bryta intrigsillusionen och skapa moment i dramat som får åskådarna att hejda sig i sin inlevelse och göra egna reflektioner. Teatern skall inte appellera till åskådarens känsloliv utan till dennes intellekt.